# Joshua Kipkorir
Joshua Kipkorir (10 marzo 1994) è un maratoneta keniota.

## Competizioni internazionali
2015
- Oro alla Standard Chartered Nairobi Marathon ( Nairobi) - 2h13'25"

2016
- 4º alla Maratona di Lagos ( Lagos) - 2h16'57"
- 6º alla Maratona di Kigali ( Kigali) - 2h23'29"
- Oro alla Maratona di Xiamen ( Xiamen) - 1h00'24"
- 6º alla Mezza maratona di Bucarest ( Bucarest) - 1h04'37"

2017
- Argento alla Maratona di Mumbai ( Mumbai) - 2h09'50"
- Bronzo alla Standard Chartered Nairobi Marathon ( Nairobi) - 2h13'27"
- 10º alla Maratona di Gyeongju ( Gyeongju) - 2h13'50"

2018
- Bronzo alla Maratona di Mumbai ( Mumbai)
- Oro alla Maratona di Singapore ( Singapore)[1]

2019
- Oro alla Maratona di Singapore ( Singapore) - 2h19'13"[2]